# جان روبلینگ
جان آگوستوس روبلینگ (به انگلیسی: John Augustus Roebling)-نام آغازین یوهان آگوست روبلینگ(به آلمانی: Johann August Röbling)-(زاده ۱۲ ژوئن۱۸۰۶ در مولهاوزن -مرگ ۲۲ ژوئیه ۱۸۶۹ در نیویورک) مهندس شهرسازی آلمانی بود که برای طراحی پل‌های معلق کابلیش نامدار بود. پل بروکلین ساختهٔ منحصربه‌فرد اوست.